# العلاقات البريطانية الروسية
تتضمن العلاقات البريطانية الروسية، أو العلاقات الأنجلو-روسية، العلاقات الثنائية التي تجمع بين الاتحاد الروسي والمملكة المتحدة. بدأت العلاقات الرسمية بين المحاكم في عام 1553. أصبحت روسيا وبريطانيا حليفتين ضد نابليون في أوائل القرن التاسع عشر. كان البلدان أعداء في حرب القرم في خمسينيات القرن التاسع عشر، ومنافسان في اللعبة الكبرى للسيطرة على آسيا الوسطى في النصف الأخير من القرن التاسع عشر. تحالف البلدان مرة أخرى في الحربين العالميتين الأولى والثانية، وذلك على الرغم من توتر العلاقات بسبب الثورة الروسية في عام 1917.
كان البلدان على حافة الهاوية خلال الحرب الباردة (1947-1989). طور كبار رجال الأعمال الروس علاقات قوية مع المؤسسات المالية في لندن في تسعينيات القرن العشرين بعد تفكك الاتحاد السوفيتي في عام 1991. يشترك البلدان في تاريخ من النشاط التجسسي المكثف ضد بعضهما البعض، فنجح الاتحاد السوفيتي في اختراق المستويات العليا للاستخبارات البريطانية والمؤسسة الأمنية في ثلاثينيات وخمسينيات القرن الماضي. كانت إنجلترا وجهة شعبية للمنفيين السياسيين الروس واللاجئين والهاربين الأثرياء من العالم الناطق بالروسية منذ القرن التاسع عشر.
أصبحت العلاقات متوترة في أوائل القرن الحادي والعشرين، وخاصة بعد تسميم ألكساندر ليتفينينكو في عام 2006، وأصبحت منذ عام 2014 غير ودية بسبب الأزمة الأوكرانية في عام 2013، وأنشطة روسيا مثل التسميم المشتبه به لسيرغي ويوليا سكريبال في عام 2018، والتي نظرت إليه المملكة المتحدة والعديد من دول العالم الغربي على أنه عمل عدائي. طردت 28 دولة جواسيسًا روس مشتبه بهم عملوا كدبلوماسيين بعد عملية التسميم.

## التاريخ
كان للإمبراطورية البريطانية علاقات قوية بالإمبراطورية الروسية بعد تولي بطرس الأكبر الحكم وحتى سقوط الإمبراطورية. في عدة حروب تلاقت الإمبراطوريتان إما حليفتين كما في حرب الخلافة النمساوية (1740-1748) أو عدوتين كما في حرب السنوات السبع (1756-1763). وحدت الحروب الثورية الفرنسية بريطانيا الدستورية وروسيا الأوتوقراطية أيدولوجيا ضد الفكر الجمهوري الفرنسي. حاولت الإمبراطوريتان معا وقف فرنسا لكنهما فشلتا في غزو مشترك للأراضي المنخفضة في 1799. احتلت بريطانيا مالطا بينما أصبح باول الأول قائد فرسان القديس يوحنا مما أدى إلى عدم تطبيق المشروع الفرنسي الروسي ضد المستعمرات البريطانية في الهند.
تواجهت الإمبراطوريتان في الحرب الإنجليزية الروسية واتحدتا ضد نابليون في الحروب النابوليونية. أصبحت المسألة الشرقية ومصير الامبراطورية العثمانية محط أنظار روسيا وبريطانيا وتدخلتا في حرب استقلال اليونان (1821-1829) وأجبرا المتنازعين على توقيع معاهدة لندن. لم تحل قضايا الامبراطورية العثمانية بعد وبدأت حرب القرم بتحالف فرنسا وبريطانيا والعثمانيين ضد روسيا.
تطور التنافس بين بريطانيا وروسيا على آسيا الوسطى في اللعبة الكبرى في أواخر القرن 19 حيث طمحت روسيا ولوج المياه الدافئة في المحيط الهندي بينما أرادت بريطانيا منع القوات اروسية من أخذ موقع متقدم لمحاولة الهجوم على الهند. أدى حادث باندجي إلى حالة حرب في 1885. ومع ذلك حدث تعاون في آسيا وخصوصا في ثورة الملاكمين (1899-1901). في أكتوبر 1905 هاجم أسطول مستنكلي الروسي على قوارب صيد بريطانية فبدؤوا الاستعداد للحرب ة هذا شمل استعدا عدد من الغواصات للهجوم على الاسطول. أدى الوفاق الروسي الإنجليزي إلى اتحاد الامبراطوريتين في اطار الوفاق الثلاثي ضمن قوات الحلفاء ضد دول المركز في الحرب العالمية الأولى.

### العلاقات البريطانية السوفيتية

#### فترة ما بين الحربين
قدم الروس تحت قيادة لينين العديد من التنازلات للإمبراطورية الألمانية مقابل السلام، وذلك في عام 1918 مع تقدم الألمان نحو موسكو. شعر الحلفاء بالخيانة بعد توقيع معاهدة برست ليتوفسك في 3 مارس عام 1918. بدأت بريطانيا في إرسال قوات إلى روسيا للمشاركة في تدخل الحلفاء في الحرب الأهلية الروسية التي استمرت حتى عام 1925، وذلك بالقرب من نهاية الحرب العالمية الأولى، بهدف الإطاحة بالحكومة الاشتراكية التي شكلها البلاشفة حديثًا.
بدأت مفاوضات التجارة بعد انسحاب القوات البريطانية من روسيا، وأُبرِمت اتفاقية التجارة الأنجلو-سوفيتية بين البلدين في 16 مارس عام 1921. قللت سياسة لينين الاقتصادية الجديدة من أهمية الاشتراكية، وشددت على التعاملات التجارية مع الدول الرأسمالية، وذلك في محاولة لإعادة تشغيل الاقتصاد الروسي الراكد. كانت بريطانيا أول دولة قبلت عرض لينين باتفاقية تجارية. أنهت الاتفاقية الحصار البريطاني، وفتحت الموانئ الروسية أمام السفن البريطانية. اتفق الجانبان على الامتناع عن الدعاية المعادية. كان ذلك اعترافًا دبلوماسيًّا بحكم الواقع وبدء فترة تجارة واسعة النطاق.
اعترفت بريطانيا رسميًا باتحاد الجمهوريات الاشتراكية السوفيتية (الاتحاد السوفيتي، 1922-1991) في 1 فبراير عام 1924. بقيت العلاقات الأنجلو-سوفيتية تتسم بعدم الثقة والخلاف، وبلغت ذروتها في انقطاع دبلوماسي في عام 1927. قُطِعت العلاقات الدبلوماسية بين الدولتين في نهاية مايو عام 1927 بعد هجوم للشرطة على الجمعية التعاونية لعموم روسيا، وقدم بعد ذلك رئيس الوزراء ستانلي بالدوين برقيات سوفيتية مفككة لمجلس العموم أثبتت أنشطة التجسس السوفيتي. نجحت حكومة العمال القادمة في إقامة علاقات دبلوماسية دائمة في عام 1929.

#### الحرب العالمية الثانية
تفاوضت بريطانيا وفرنسا على معاهدة ميونيخ مع ألمانيا النازية في عام 1938. عارض ستالين الاتفاقية ورفض الاعتراف بضم ألمانيا لتشيكوسلوفاكيا سوديتنلاند.

##### ميثاق عدم الاعتداء الألماني السوفيتي في عام 1939
وقع الاتحاد السوفيتي وألمانيا على ميثاق عدم الاعتداء في أواخر أغسطس عام 1939؛ والذي وعد السوفييت بالسيطرة على حوالي نصف أوروبا الشرقية، وأزال خطر حرب جبهتين على ألمانيا. غزت ألمانيا بولندا في 1 سبتمبر، وتبعها السوفييت بعد ستة عشر يومًا. غضب العديد من أعضاء الحزب الشيوعي في بريطانيا والمتعاطفين معهم واستقالوا. سعى أولئك الذين بقوا لتقويض المجهود الحربي البريطاني، ونفذوا حملات من أجل ما أطلق عليه الحزب اسم «سلام الشعب»، أي تسوية تفاوضية مع هتلر. أعلنت بريطانيا، إلى جانب فرنسا، الحرب على ألمانيا، ولم يتدخل الاتحاد السوفيتي في ذلك. كان الشعب البريطاني متعاطفًا مع فنلندا في حرب الشتاء التي خاضتها ضد الاتحاد السوفيتي. زود الاتحاد السوفيتي الألمان أيضًا بالنفط الذي احتاجه لوفتفافه هتلر (القوات الجوية الألمانية) في هجومه ضد بريطانيا في عام 1940.

##### الحدود البولندية
أصر ستالين على الدعم البريطاني للحدود الجديدة لبولندا، ووافقت بريطانيا على ذلك أيضًا. اتفقا على نقل حدود بولندا غربًا بعد الانتصار، فيستولي الاتحاد السوفيتي على الأراضي الشرقية بينما تستحوذ بولندا على الأراضي الغربية التي كانت تحت السيطرة الألمانية.
اتفق البلدان على «خط كورزون» كحدود بين بولندا والاتحاد السوفيتي، وعلى أن يصبح خط أودر-نايسه الحد الجديد بين ألمانيا وبولندا. أثارت التغييرات المقترحة غضب الحكومة البولندية في المنفى في لندن، والتي لم تكن تريد فقدان السيطرة على أقلياتها. كان تشرشل مقتنعًا بأن الطريقة الوحيدة لتخفيف التوترات بين الشعبين هي نقل الناس لملائمة الحدود الوطنية. قال تشرشل للبرلمان في 15 ديسمبر عام 1944: «الطرد هو الطريقة التي ستكون أكثر إرضاءً وديمومة. لن يكون هناك خليط من السكان لإحداث مشاكل لا نهاية لها، فستُطبق عملية تنظيف شاملة».

### القرن الحادي والعشرين

#### أزمة 2018
عرفت العلاقات الديبلوماسية بين روسيا والمملكة المتحدة أزمة تعد الأخطر منذ عدة عقود نتيجة لإتهام إنجلترا المخابرات الروسية بقتل الجاسوس الروسي السابق سيرجي سكريبال وابنته في إنجلترا بغاز الأعصاب بينما نفت روسيا هذه الاتهمات.
صرح في 12أفريل 2018 مدير وكالة مكاتب الاتصالات الحكومية البريطانية وهو جهاز مخابرات بريطاني بأنه سيواصل فضح سلوكات روسيا الالكترونية.

## عمليات التجسس والنفوذ
قال مسؤولو المخابرات البريطانية في يونيو عام 2010 إن نشاط التجسس الروسي في المملكة المتحدة عاد إلى مستوى الحرب الباردة؛ وإن المكتب الخامس (المخابرات الحربية) عمل لبضع سنوات على بناء قدراته المضادة للتجسس ضد الروس؛ ولوحظ أيضًا أن تركيز روسيا كان «موجهًا إلى حد كبير نحو المغتربين». قال السير ستيفن لاندر، المدير العام للمكتب الخامس، في منتصف أغسطس عام 2010 عن مستوى نشاط المخابرات الروسية في المملكة المتحدة: «إذا عُدت إلى أوائل تسعينيات القرن العشرين، فستجد فجوة. عادت بعد ذلك آلة التجسس للعمل مرة أخرى، وعاد جهاز المخابرات السوفيتي (المعروف سابقًا باسم لجنة أمن الدولة) إلى ممارساته القديمة بالانتقام. أعتقد أنه بحلول نهاية القرن الماضي عادوا إلى حيث كانوا في الحرب الباردة من حيث العدد».
يعد توجيه السياسة غير المحلية داخل الاستخبارات الخارجية أمرًا أساسيًا ولكن ذلك ليس الغرض الوحيد لهذه المعلومات؛ إذ لابد من فهم قدرتها على العمل استنادًا إلى المعلومات التي تستطيع العمل وفقًا لها من تلقاء ذاتها؛ وفصل قدرتها الخاصة عن تلك المكتسبة من الاستعانة بمصادر خارجية للاستخبارات وبالتالي خدمة غرضها كما هو موضح.
اعترف جوناثان باول، رئيس أركان رئيس الوزراء توني بلير منذ عام 2006، في يناير عام 2012 أن بريطانيا كانت وراء مؤامرة للتجسس على روسيا بجهاز مخبأ في صخرة مزيفة اكتُشِف في عام 2006 في قضية نشرتها السلطات الروسية؛ وقال: «من الواضح جدًا أنهم كانوا يعرفون عنها لبعض الوقت وكانوا يدخرونها لغرض سياسي». ربط جهاز الأمن الروسي في عام 2006 قضية الصخرة بوكلاء في الاستخبارات البريطانية يدفعون مبالغ سرية للمنظمات غير الحكومية في روسيا. قدم الرئيس فلاديمير بوتين بعد ذلك بوقت قصير قانونًا شدد تنظيم تمويل المنظمات غير الحكومية في روسيا.

## السفارات
تقع السفارة الروسية في لندن، وتقع سفارة المملكة المتحدة في موسكو.